# 阿蒙森环形山
阿蒙森环形山（Amundsen）是位于月球正面南极区一座巨大的撞击坑，约形成于39.2-38.5亿年前的酒海纪，其名称取自十九世纪挪威著名极地探险家，首位抵达地球南极的罗阿尔·阿蒙森(1872年-1928年)，1964年被国际天文学联合会批准接受。

## 描述

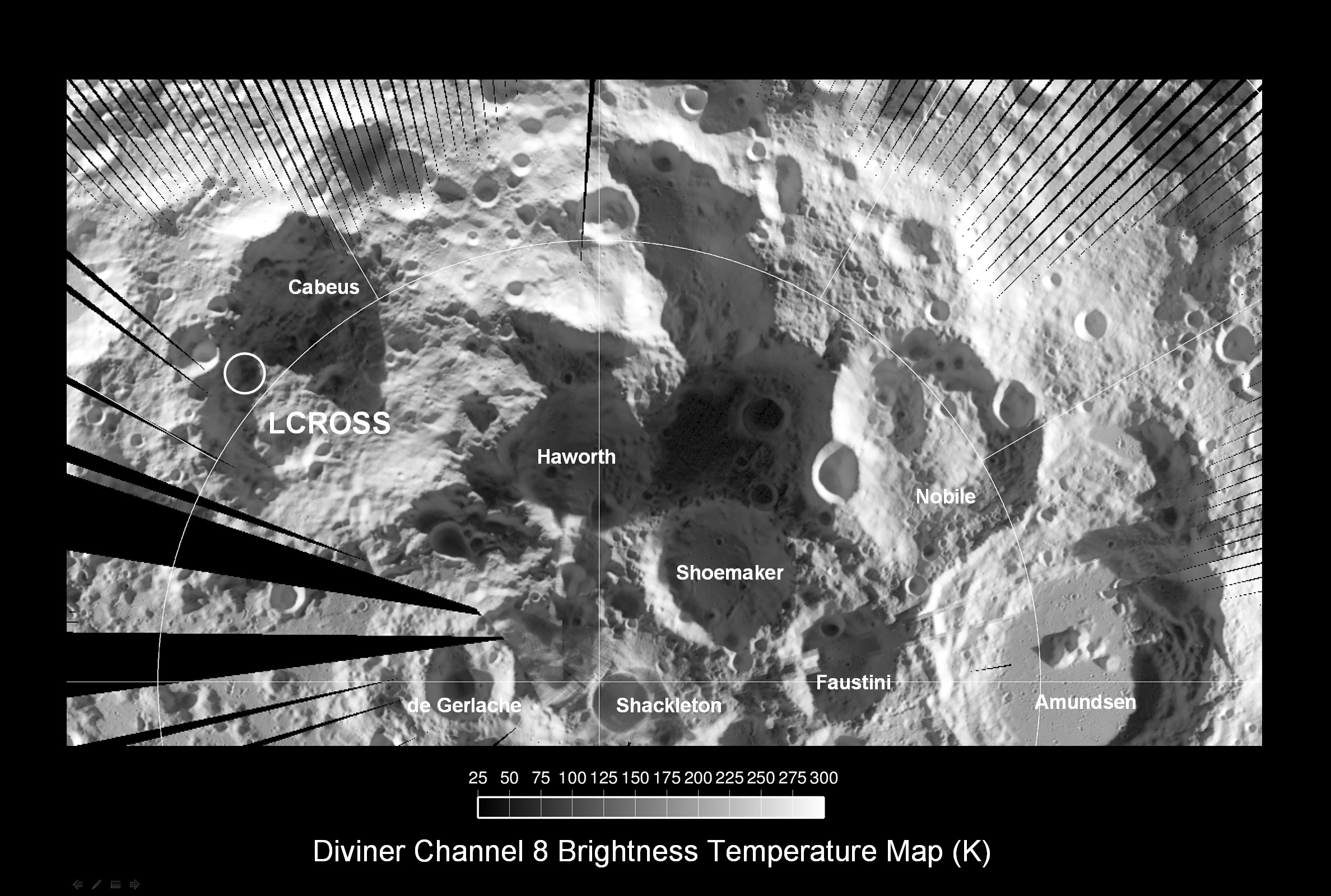
根据月球勘测轨道飞行器红外线辐射计所测量的热辐射数据构建的阿蒙森环形山(右下方)周边月表可视化图

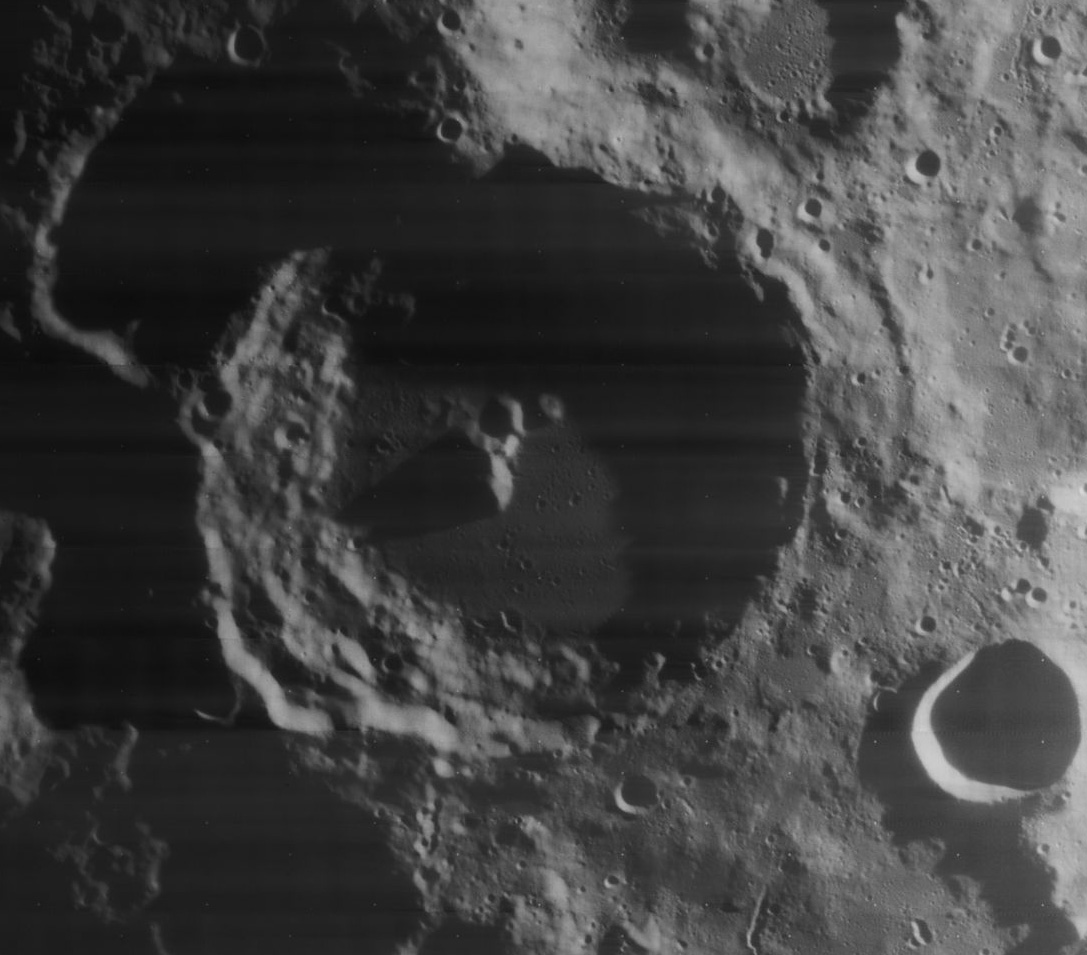
1967年月球轨道器4号拍摄的图像

该陨坑西北靠近斯科特环形山、冯·拜耳陨石坑、斯韦德贝里陨石坑和瓦波夫斯基陨石坑；北面坐落了海代尔瓦里环形山；艾德尔森环形山及甘斯文特环形山位于它的东北；南面和西侧则分布有福斯蒂尼陨石坑和诺毕尔环形山。该陨坑中心月面坐标为84°26′S 83°04′E / 84.44°S 83.07°E，直径103.39公里，深度2.87公里。
阿蒙森环形山边缘轮廓呈多边形状，南侧部分坑壁向外突出,西北侧覆盖了一座小陨坑。陨坑内侧壁带有阶地状结构，尤其是南侧更为明显，且坡面较其它部分平缓宽阔。该环形山坑壁高出周边地形1490米，内部容积约10000公里3。碗状的坑底相对平坦，中心点附近坐落了一对小中央峰，坑底大部分地表全天均被黑暗笼罩，只有南部和中央峰才能被照射到一些光亮。

## 卫星陨石坑
按惯例，最靠近阿蒙森环形山的卫星坑在月图上以字母标注在该坑中心点的旁边。
| 阿蒙森 | 纬度    | 经度    | 直径    |
| ------ | ------- | ------- | ------- |
| C      | 80.7° S | 83.2° E | 27 公里 |

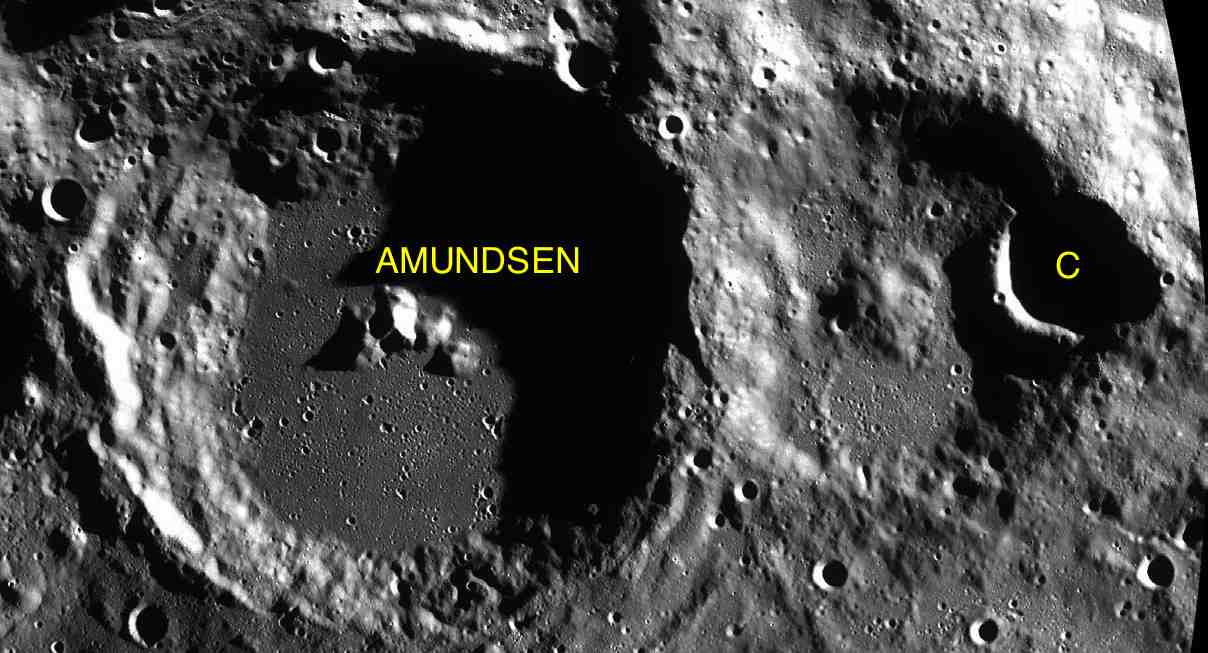
LAC-144 区域图

- 1994年卫星坑"阿蒙森 A"被国际天文学联合会更名为海代尔瓦里环形山。

## 另请参阅
- Andersson, L. E.; Whitaker, E. A. . NASA RP-1097. 1982.
- Blue, Jennifer. . USGS. July 25, 2007  [2007-08-05]. （原始内容存档于2019-12-05）.
- Bussey, B.; Spudis, P. . New York: Cambridge University Press. 2004. ISBN 978-0-521-81528-4.
- Cocks, Elijah E.; Cocks, Josiah C. . Tudor Publishers. 1995. ISBN 978-0-936389-27-1.
- McDowell, Jonathan. . Jonathan's Space Report. July 15, 2007  [2007-10-24]. （原始内容存档于2019-06-21）.
- Menzel, D. H.; Minnaert, M.; Levin, B.; Dollfus, A.; Bell, B. . Space Science Reviews. 1971, 12 (2): 136–186. Bibcode:1971SSRv...12..136M. doi:10.1007/BF00171763.
- Moore, Patrick. . Sterling Publishing Co. 2001. ISBN 978-0-304-35469-6.
- Price, Fred W. . Cambridge University Press. 1988. ISBN 978-0-521-33500-3.
- Rükl, Antonín. . Kalmbach Books. 1990. ISBN 978-0-913135-17-4.
- Webb, Rev. T. W.  6th revised. Dover. 1962. ISBN 978-0-486-20917-3.
- Whitaker, Ewen A. . Cambridge University Press. 1999. ISBN 978-0-521-62248-6.
- Wlasuk, Peter T. . Springer. 2000. ISBN 978-1-85233-193-1.